# Бохдановце
Бохдановце (слч. Bohdanovce) насељено је мјесто са административним статусом сеоске општине (слч. obec) у округу Кошице-околина, у Кошичком крају, Словачка Република.

## Становништво
| Година:    | 1994. | 2004.   | 2014.   | 2024.    |
| ---------- | ----- | ------- | ------- | -------- |
| Број људи: | 936   | 952     | 1043    | 1176     |
| Разлика:   |       | +1,70 % | +9,55 % | +12,75 % |

| Година:    | 2023. | 2024.   |
| ---------- | ----- | ------- |
| Број људи: | 1173  | 1176    |
| Разлика:   |       | +0,25 % |

Према подацима о броју становника из 2011. године насеље је имало 1.045 становника.